# Август Пайн Рідж
Август Пайн Рідж (англ. August Pine Ridge) — поселення на північному заході Белізу, в окрузі Ориндж-Волк, на південний захід від адміністративного центру краю.

## Розташування
Август Пайн Рідж знаходиться на низовині Юкатанської платформи в серединній частині Белізу. Чотири кілометри південніше знаходиться велике прісноводне озеро. Місцевість навколо Август Пайн Рідж рівнинна, помережена невеличкими річками та болотяними озерцями, а село стоїть
зовсім поруч із повноводною річкою Блю Крік (Blue Creek), правою притокою головної водної артерії округу — річки Ріо-Ондо (Río Hondo)).

## Населення
Населення за даними на 2010 рік становить 1794 осіб. З етнічної точки зору, населення — це суміш: майя, метисів та креолів.
| Рік       | 2000 | 2010 |
| --------- | ---- | ---- |
| Населення | 1606 | 1794 |

## Клімат
Август Пайн Рідж знаходиться у зоні тропічного мусонного клімату. Середньорічна температура становить +24 °C. Найспекотніший місяць квітень, коли середня температура становить +26 °C. Найхолодніший місяць січень, з середньою температурою +21 °С. Середньорічна кількість опадів становить 3261 міліметр. Найбільше опадів випадає у жовтні, у середньому 404 мм опадів, найсухіший квітень, з 46 мм опадів.